# Nationales Waldprogramm
Ein Nationales Waldprogramm (NWP) ist ein gesellschaftspolitischer Dialog aller relevanten Interessengruppen, der die nachhaltige Waldbewirtschaftung im Rahmen einer nachhaltigen Entwicklung fördern soll. Es ist ein Instrument zur Umsetzung internationaler, rechtlich nicht bindender forstpolitischer Verpflichtungen. Nationale Waldprogramme werden daher von allen Ländern entwickelt, die an internationaler Forstpolitik beteiligt sind. 

## Geschichte
Die Idee Nationaler Waldprogramme geht zurück auf die Beschlüsse der UNCED im Jahre 1992, der Konferenz in Rio de Janeiro zur nachhaltigen Entwicklung. Im Abschlussdokument dieser Konferenz, der Agenda 21, wurden vier Waldprinzipien formuliert. Zur Umsetzung dieser Waldprinzipien musste eine Reihe von Handlungsvorschlägen entwickelt werden. Dazu wurde das Intergovernmental Panel on Forests (IPF) zwischen 1995 und 1997 bzw. der nachfolgenden Einrichtung Intergovernmental Forum on Forests (IFF) von 1997 bis 2000 ins Leben gerufen. Das Ergebnis war das International Arrangement on Forests (IAF). Der Auftrag des IAF lautet, „die Bewirtschaftung, den Erhalt und die nachhaltige Entwicklung aller Arten von Wäldern zu fördern und die langfristige politische Unterstützung zu diesem Zweck zu stärken“. Dies ist der Rahmen, in welchem Nationale Forstprogramme erarbeitet werden. 
Nach 2000 wurde das IFF ins Waldforum der Vereinten Nationen (UNFF) in einen institutionalisierten forstpolitischen Dialog umgewandelt. Gemeinsam mit Collaborative Partnership on Forests (CPF) bildet es die Säulen der NWP.

## Allgemeine Prinzipien
Ein NWP ist folgenden Prinzipien unterstellt:
- Nationale Souveränität und Verantwortlichkeit bei der Ressourcennutzung
- Konsistenz mit den konstitutionellen und rechtlichen Rahmenbedingungen des Landes.
- Konsistenz mit den internationalen Vereinbarungen und Übereinkünften.
- Beteiligung aller interessierten Gruppen.
- Ganzheitliches und intersektorales Vorgehen.
- Langzeitlicher und iterativer Prozess.

## Das Nationale Waldprogramm für Deutschland
Nationale Waldprogramme werden weltweit in einer wachsenden Zahl von Ländern formuliert und umgesetzt. In Deutschland wurde das Nationale Waldprogramm 1999 vom Bundesministerium für Ernährung, Landwirtschaft und Verbraucherschutz (BMELV) ins Leben gerufen und versucht, die umweltbezogenen, sozialen und wirtschaftlichen Werte des Waldes zu diskutieren. Das NWP dient als Instrument, diese Beschlüsse unter Wahrung nationaler Interessen in Deutschland umzusetzen. Das NWP hat höchste Transparenz und intersektorale Partizipation (also Teilnahme von Akteuren aus allen relevanten Bereichen) als Leitlinie. Die Verhandlungen finden in Form von runden Tischen statt.

### Die verschiedenen Phasen des NWP in Deutschland
1. Phase: In der ersten Phase von 1999 bis 2000 wurden die zu diskutierenden Handlungsfelder, die Ausgangslage und die jeweils zuständigen Akteure ermittelt.
2. Phase (2001–2003): Aufgrund von Kritik an der ersten Phase, die Themenbereiche seien zum einen nicht ausreichend vertieft worden, zum anderen gäbe es keine konkreten Zielvorstellungen und Aufgabenverteilung unter den Akteuren, wurde ein Leitfaden entwickelt, der recht konkrete Vorgehensweisen beinhaltet. Zudem sollte die Wirksam- und Verbindlichkeit der Beschlüsse des NWP erhöht werden.
3. Phase (2004–2006): Es schließt sich die sogenannte Monitoringphase an. In dieser soll die Umsetzung der Vorhaben kritisch beobachtet und dokumentiert werden.
4. Phase: Schließt sich an die Monitoringphase an. Auswertung der Monitoringergebnisse und Weiterentwicklung des bisher Erreichten.